# Manifestif
Albums de Loco Locass
In Vivo (EP)
(2003)
Manifestif est le premier album studio du groupe de rap québécois Loco Locass, sorti le 24 octobre 2000.

## Liste des chansons
Toutes les chansons sont composées par Chafik à part où il est noté. Les paroliers sont indiqués entre parenthèses.
1. "Mes enfants..." (Chafik) - 1:15
2. "L'assaut" (Biz, Batlam, Chafik) - 2:07
3. "Sheila, ch'us là" (Biz, Batlam, Nacer Fouad Taïbi) - 4:33
4. "Langage-toi" (Batlam) - 5:33
5. "L'empire du pire en pire" (Biz) - 4:37
6. "Malamalangue" (Biz, Batlam, Chafik) 4:45
7. "Potsotjob" (Chafik) Koubraüss - 5:08
8. "Impression solennel levant" (Instrumental / musique: Chafik, Amélie Caron) - 5:21
9. "Boom Baby Boom!" (Biz, Batlam) - 6:22
10. "Isabeille et Biz" (Biz) - 3:47
11. "Manifestif" (Biz, Batlam, Chafik) - 4:55
12. "La casse du 24" (Biz, Batlam) - 2:14
13. "Priapée la p'tite vite" (Batlam) - 2:10
14. "Médiatribes" (Biz) - 5:39
15. "Art poétik" (Batlam) - 3:46
16. "I represent rien pantoute" (Biz, Batlam, Chafik) - 6:33
17. "Vulgus vs Sanctus" (Biz, Batlam, Chafik) - 5:57

## Crédits

### Loco Locass
- Biz - rappeur, parolier, coréalisateur, bol tibétain
- Batlam - rappeur, parolier, coréalisateur, turlute
- Chafik - rappeur, parolier, réalisateur, zigonnage, guitare

### Musiciens additionnels et apparitions spéciales
- Nacer Fouad Taïbi - Chant dans "Sheila, ch'us là"
- Charles A. Imbeau Tromblon - Trompette dans "Sheila, Ch'us Là", "Language-toi", "I represent rien pantoute" et "Vulgus vs Sanctus"
- Amélie Caron - Voix dans "Language-toi" et "Boom Baby Boom!", Guitare Acoustique dans "La Casse du 24"
- Bilbo André - Guitare dans "Potsotjob"
- Kra-Z-Noize - Percussion buccale dans "Boom Baby Boom!"
- Jean Dalmin - Voix dans "Boom Baby Boom!"
- Les Ratoureux - Rires dans "Boom Baby Boom!"
- DJ Jacket - Zigonnage dans "Isabelle et Biz"
- Claude Despins - Chants Tibétains dans "Isabelle et Biz", Percussion buccale dans "Vulgus vs Sanctus"
- Jean Philippe Pelletier - Batterie dans "Manifestif"

### Échantillons
- "Mes enfants..." contient un extrait du Discours aux peuples du monde de Charles de Gaulle.
- "Sheila, ch'us là" contient un extrait du même discours de Charles de Gaulle.
- "Langage-toi" contient un échantillon de "L'Argent ou le bonheur" d'Yvon Deschamps.
- "Malamalangue" contient des échantillons de "Speak White" de Michèle Lalonde et de "J'ai un bouton sur le bout de la langue" de La Bolduc.
- "Potsotjob" contient un échantillon de "Les ailes d'un ange" de Robert Charlebois et un extrait d'un discours de René Lévesque.
- "Art poétik" contient un échantillon de "Nataq" de Richard Desjardins.
- "I represent rien pantoute" contient un extrait de "Compagnon des Amériques" de Gaston Miron
- "Vulgus vs Sanctus" contient un extrait du film Le Confort et l'Indifférence de Denys Arcand et un échantillon de "Gens du Pays" de Gilles Vigneault chanté à la défaite référendaire du OUI en 1980.